# 1926 في كندا
فيما يلي قوائم الأحداث التي وقعت خلال عام 1926 في كندا.

## سياسة

### تعيين في المنصب
- 25 سبتمبر – ويليام كينج رئيس وزراء كندا.

### انتهاء فترة المنصب
- 10 مايو – ويليام ميتشيل عضو مجلس الشيوخ الكندي.
- 28 يونيو – ويليام كينج رئيس وزراء كندا.

## مواليد

### يناير
- 4 يناير – بيتي كينيدي سياسية كندية.[1]

### فبراير
- 11 فبراير – ليسلي نيلسن ممثل كندي.[2]
- 27 فبراير – ديفيد هوبل[3]

## وفيات

### مارس
- 27 مارس – جورج فيزينا (مواليد 1887) لاعب هوكي جليد كندي.[4]